# Malcolm Roberts (homme politique)
Pour les articles homonymes, voir Malcolm Roberts et Roberts.
Malcolm Ieuan Roberts, né le 3 mai 1955, est un homme politique australien,.